# Heilig-Grab-Kirche (Kitzingen)

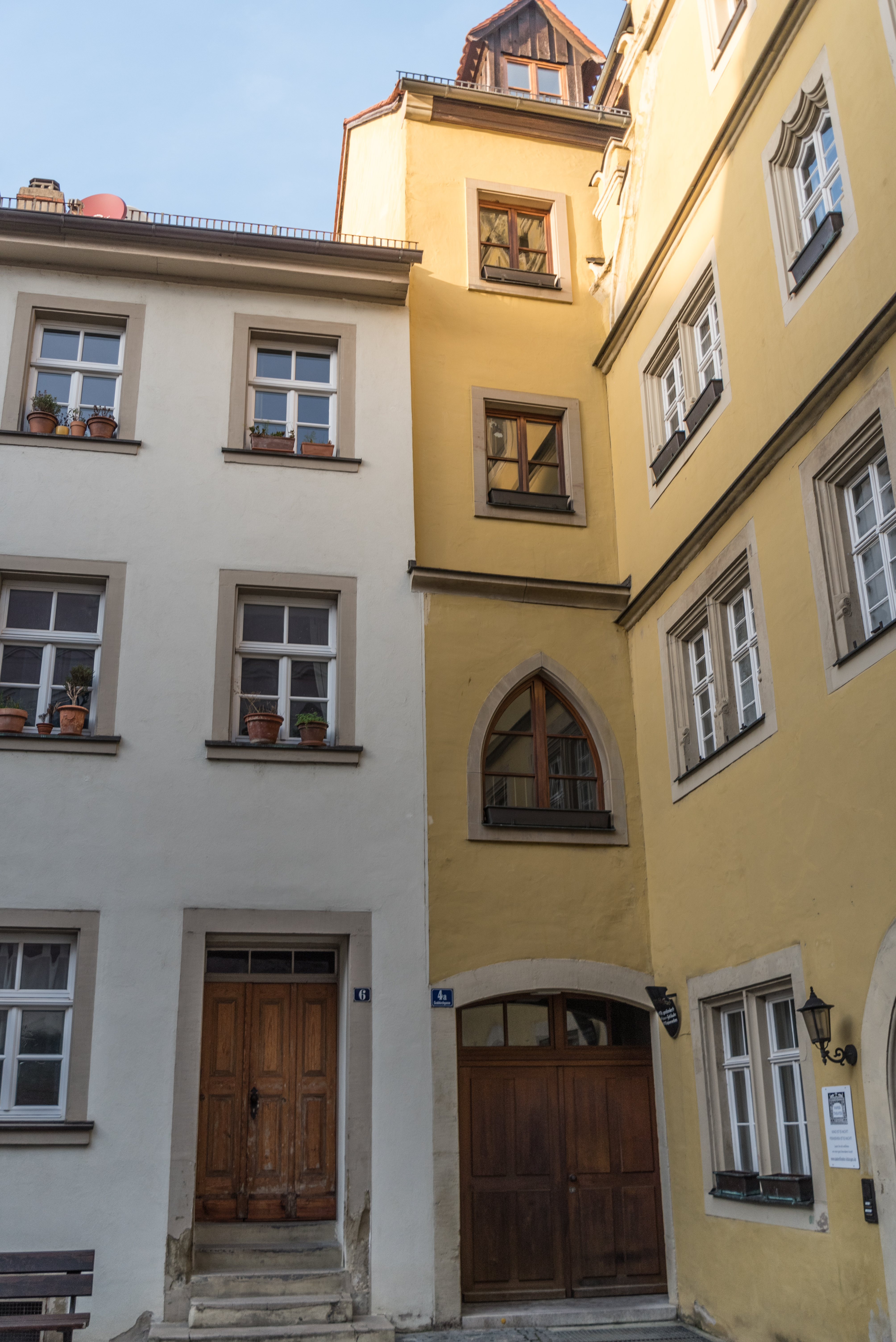
Das Haus Grabkirchgasse 4a (Mitte). Das spitzbogige Fenster erinnert noch an die Vergangenheit als Kirche

Die Heilig-Grab-Kirche (auch Heilig-Grab-Kapelle) ist ein ehemaliges Gotteshaus in der Altstadt der unterfränkischen Stadt Kitzingen. Sie entstand im Zug der Kreuzzüge und wurde, nach einer ersten Aufhebung 1529, im Jahr 1804 profaniert. Heute ist die ehemalige Kapelle Teil eines Wohnhauses mit der Adresse Grabkirchgasse 4a.

## Geschichte

### Mittelalter
In einer Zusammenstellung der Geschichte der Stadt Kitzingen aus dem Jahr 1804 berichtete der Geometer Nikolaus Anton Berwein als erstes über die Quellen zur Heilig-Grab-Kapelle. Sie soll von Tempelrittern zur Zeit der Kreuzzüge erbaut worden sein. Berwein geht davon aus, dass die Kapelle bereits vor 1300 fertiggestellt wurde. Die Templer unterhielten in Kitzingen auch einen kleinen Konvent, der als Rast- und Pflegestation für Jerusalempilger diente. Der Ritterorden wurde 1307 aufgehoben und seine Besitzungen wurden zerstreut.
Damit ging, davon geht Berwein aus, die Kapelle in die Aufsicht des Kitzinger Stadtpfarrers über. Sie wurde Teil der Johannespfarrei und in den folgenden Jahren von Kitzinger Bürgern dotiert und mit Stiftungen gefördert. Erstmals urkundlich erwähnt wird die Grabeskapelle 1380, als ein Kitzinger Ratsherr die Mittelmess-Pfründe hier innehatte. Größter Förderer der Kapelle wurde der Würzburger Fürstbischof Lorenz von Bibra. Er erteilte am 23. Juli 1511 einen Ablass, der dem Kirchenbau zugutekommen sollte.
Die Heilig-Grab-Kapelle kann auch mit den Beginen in Verbindung gebracht werden, die seit 1489 in Kitzingen nachgewiesen werden können. Eventuell saßen sie in dem der Kapelle benachbarten Haus in der Grabkirchgasse 4 und betreuten die Gläubigen, die hier beteten. Ein weiterer Schwerpunkt ihrer Tätigkeit lag in der Krankenpflege. Die Heiliggrab-Kapelle trat im 15. Jahrhundert auch als Zinsherrin auf. Mehrere Häuser in der würzburgischen Stadt Schwarzach waren der Kapelle zinspflichtig und sorgten damit für den Unterhalt der Beginen.

### Zweimalige Profanierung
Die Kapelle verlor ihre seelsorgerische Funktion abrupt 1529. Damals war die Mehrheit der Kitzinger lutherisch. Die Johanneskirche wurde zu einem Gotteshaus der neuen Konfession umgewandelt, die ihr zugeordnete Kapelle wurde profaniert. In den folgenden Jahren brachte man zunächst eine Fleischbank in den Räumlichkeiten unter, später war hier wohl ein Lagerraum für Getreide und Mehl zu finden. 100 Jahre später kehrte wieder geistliches Leben in die Kapelle zurück.
Mit dem Rückkauf der Stadt Kitzingen durch den Würzburger Fürstbischof Philipp Adolf von Ehrenberg herrschten wieder Katholiken über die Stadt. Als einen der ersten Beschlüsse erließ der Bischof 1629 den Befehl, die Grabeskirche neu zu weihen. So entstand ein Gotteshaus, dessen Innenausstattung von Renaissance und Barock geprägt war. Der Fürstbischof begann außerdem die Kapuziner in Kitzingen anzusiedeln. Sie wurden bis zur Fertigstellung einer eigenen Kirche in der Grabkapelle untergebracht.
Die Kirche blieb noch mehrere Jahrhunderte lang Gebetsort für die Kitzinger Bevölkerung. 1804 erließ die neue bayerische Regierung in Würzburg ein Dekret, dass die Profanierung und Auflösung der Kirche zur Folge hatte. Die Baulichkeiten wurden unter mehreren Käufern aufgeteilt und veräußert. Hälfte A umfasste den Chor sowie einen Teil des Langhauses mit dem Turm, der Teil B wird vom restlichen Langhaus eingenommen. Die Ausstattung wurde nach Buchbrunn verkauft und schmückt dort bis heute die beiden Gotteshäuser.
Im Jahr 1806 kam Teil A an Johann Georg Kleinfeller, ab 1809 ist der Gastwirt des „Bären“, Balthasar Kleinschrod der Eigentümer des Hauses. Nachdem Kleinfeller in Teil B eine Scheune eingerichtet hatte, gelangte es an Philipp Mathes Zängerlein. Die Familie Zängerlein ließ das Gebäude vollständig umgestalten. Bis 1864 waren beide Hausteile zu Wohnhäusern umgebaut. Als Baudenkmal ist heute nur noch der ehemalige Hausteil A eingeordnet, der in der Grabkirchgasse 4a liegt.

## Beschreibung
Der Nachfolgebau der ehemaligen Grabkapelle wird vom Bayerischen Landesamt für Denkmalpflege als Baudenkmal eingeordnet. Untertägige Überreste von Vorgängerbauten werden darüber hinaus als Bodendenkmal eingeordnet. Im Kern hat sich noch der Bau des Spätmittelalters erhalten. Im 16. Jahrhundert wurde das Haus überformt. Der Chor ist nicht mehr erhalten. An die Vergangenheit als Kirchengebäude erinnert heute noch der Turmstumpf, der über das Haus hinausragt. Das oberste Stockwerk dieses Turmstumpfes stammt aus dem 19. Jahrhundert.

## Ausstattung
Josef Rauscher geht davon aus, dass die gesamte Ausstattung der Grabeskirche im 19. Jahrhundert in die beiden Kirchen von Buchbrunn geschafft wurde. Vor allem die katholische Mariä-Himmelfahrtskirche aus dem 17. Jahrhundert enthält viele Stücke aus der Grabeskapelle. Zentral ist der Hauptaltar im Chor zu nennen, der aus einem niedrigen Tabernakelaufbau und mehreren Engel- bzw. Puttenpaaren besteht. An der Rückwand hängt ein lebensgroßes Kruzifix, das ebenfalls aus der Grabeskirche stammt.
Rauscher vermutet außerdem, dass auch die Seitenaltäre mit den Jesuitenheiligen Ignatius von Loyola und Franz Xaver aus der Grabeskirche nach Buchbrunn gelangten. Allerdings gehen die Geschichtsschreiber der Kirche selbst davon aus, dass diese Stücke aus der Hauskapelle der Adelsfamilie zu Greiffenclau stammen. Dagegen ist die Kanzel aus der Zeit um 1670 eindeutig aus der Grabeskirche nach Buchbrunn gebracht worden. Unklar ist, wohin die beiden Glocken gelangt sind, die noch am Anfang des 19. Jahrhunderts im Turm der Grabeskirche hingen.